# Biu-Mandaratalen
De Biu-Mandaratalen, ook wel Centraal-Tsjadische talen genoemd, vormen een in Nigeria, Tsjaad en Kameroen gesproken subgroep binnen de Tsjadische talen. De meest gesproken Biu-Mandarataal is het Kamwe, met ca. 300.000 sprekers.

## Onderverdeling
Volgens de Ethnologue kunnen de Biu-Mandaratalen als volgt verder worden onderverdeeld:
- Biu-Mandara A (64 talen)
  - A.1. Tera-Ga'anda (5)
  - A.2. Bura-Marghi (8)
  - A.3. Higi (4)
  - A.4. Mandara-Lamang (10)
  - A.5. Mafa-Mofu (18)
  - A.6. Sukur (1)
  - A.7. Daba (6)
  - A.8. Bata-Bacama (12)
- Biu-Mandara B (13 talen)
  - B.1. Kotoko-Yedina (10)
  - B.2. Musgu (3)
- Gidar (1)